# 佩尔·克努森
佩尔·克努森（丹麥語：Per Knudsen，1925年6月2日—1999年2月8日），丹麦男子足球运动员，场上位置是后卫。他曾代表丹麦国奥队参加1948年夏季奥林匹克运动会足球比赛，获得一枚铜牌。